# T/Space
t/Space (o Transformational Space Corporation) va ser una companyia aeroespacial estatunidenca que va participar en els Commercial Orbital Transportation Services (COTS) de la NASA i, més endavant, en els programes de Commercial Crew Development (CCDev) per al lliurament de càrrega i tripulació a l'Estació Espacial Internacional. L'empresa tenia la seu a Reston, Virgínia.

## Història
Al setembre de 2004, T/Space va ser una de les onze empreses seleccionades per la NASA per fer estudis de concepte previ per a vehicles tripulats d'exploració i l'exploració lunar humana, per la qual va rebre un contracte de 3 milions de dòlars americans. Empresa competia amb empreses més grans i més establertes com Lockheed Martin, Boeing, i Northrop Grumman per proporcionar assessorament sobre vehicles i arquitectura a la NASA per a la Visió per a l'Exploració Espacial.
Al maig de 2006, es van trobar un camp de més de 20 empreses de totes les grandàries,
la companyia va ser una de les sis finalistes del concurs COTS per acords finançats amb la NASA.
SpaceX i Rocketplane Kistler van rebre els dos acords finançats l'agost del 2006.
El gener del 2007, la NASA va signar un acord de llei espacial amb t/Space sobre assistència tècnica i accés a dades per ajudar a la companyia a desenvolupar la seva nau espacial amb finançament privat per portar passatgers i càrrega a la ISS i a hàbitats espacials privats.
El 2011, t/Space va proposar una tripulació de vuit persones o nau espacial de transferència reutilitzable de càrrega recuperable a la NASA en el marc del programa de la fase 2 del Commercial Crew Development (CCDev2)
El concepte nau espacial es podria llançar en diversos vehicles de llançament, inclosos els Atlas V, Falcon 9 i Taurus II.
La proposta t/Space no va ser seleccionada per al finançament de la NASA.
Aparentment, t/space va tancar el seu negoci abans del 2013.

## Persones
El conseller delegat de la companyia és Charles Duelfer, que va dirigir la recerca d'armes de destrucció massiva a l'Iraq i el president és David Gump de LunaCorp. Lon Levin, cofundador de l'XM Satellite Radio, és el director d'estratègia; Jim Voss, va ser astronauta en cinc vegades i membre de l'Expedition Two de l'ISS, és vicepresident de l'Space Exploration Technology; i Bretton Alexander, és un antic ajudant de la Casa Blanca que va ajudar a redactar el pla per explorar la Lluna i Mart, és vicepresident d'Afers Corporatius i Externs.

## Proposta de CXV
t/Space treballava en dissenys per a una càpsula espacial de transport de passatgers llançada a l'aire anomenada Crew Transfer Vehicle, o CXV. En contrast de les propostes de la CEV del transbordador espacial i d'altres empreses, aquesta nau estaria especialitzada per transferir astronautes cap a i des de l'òrbita terrestre baixa juntament amb quantitats modestes de càrrega als mateixos vols.
La càpsula es llançaria amb una versió millorada del coet QuickReach de l'AirLaunch en desenvolupament del programa FALCON de la DARPA. Aquest coet es deixaria caure des de la part inferior d'un avió Scales Composites dissenyat a mida, o un Boeing 747 modificat, amb modificacions del tren d'aterratge per acomodar el coet. La càpsula de retorn utilitza un disseny similar al dels satèl·lits espia Corona. L'estructura de la càpsula seria construïda per Scaled Composites.
Sota el seu pla, la CXV hauria estat capaç d'acoblar-se amb l'Estació Espacial Internacional, un hàbitat comercial com els desenvolupats per Bigelow Aerospace, o un CEV especialitzat per al trànsit Terra-Lluna.

## Proposta de VSE
L'arquitectura proposada per t/Space per a la Vision for Space Exploration va emfatitzar la competència basada en el mercat, amb el finançament inicial del govern destinat a generar una infraestructura comercial autosuficient. En la seva proposta, la NASA hauria actuat com a objectiu general i com a consumidor, t/Space hauria desenvolupat una arquitectura general oberta, i altres empreses haurien competit per construir components d'aquesta arquitectura.
A partir del seu informe de l'arquitectura a mitjans del desembre de 2004 a la NASA, la seva arquitectura de transport proposada incloïa tres tipus d'elements: Spiral 1 (Terra a òrbita), Spiral 2 (Terra a Lluna) i elements de llançament. En general, el seu pla per a una expedició lunar consistia en l'ús d'una flotilla de vehicles petits, senzills i econòmics, en lloc d'un únic vehicle elaborat.

### Spiral 1 (Terra a òrbita)
Inicialment només hauria consistit en un S1 CXV, una petita nau dissenyada per transportar una tripulació de fins a sis entre la superfície de la Terra i òrbita terrestre baixa.
En preparació per a una missió lunar, s'haurien dissenyat i llançat una sèrie de naus cisterna S1 per transportar el propel·lent a l'òrbita.

### Spiral 2 (Terra a Lluna)
L'S2 CEV va ser dissenyat per transportar fins a sis tripulants entre l'òrbita baixa terrestre i la Lluna. Aquests vehicles s'haurien llançat sense tripulació, amb la tripulació llançada en un S1 CXV i transferint en òrbita a la nau més gran a través de l'acoblament. Per a cada S2 CEV, es necessitaven vuit vols cisterna S1 per subministrar combustible en òrbita. Després d'una missió, l'S2 CEV no hauria reentrat a l'atmosfera, sinó que hauria transferit la tripulació de nou a una S1 CXV.
La nau cisterna S2 va ser dissenyada per subministrar combustible als CEV S2 en ruta a la Lluna. Per omplir una nau cisterna S2 individual, haurien estat necessaris setze vols S1.
El pla per a una missió lunar consistia en dos CEV S2 que sortien de l'òrbita terrestre amb tripulacions de 2-3 (la meitat del màxim) i grans quantitats de càrrega (la majoria de les quals s'havia de dipositar a la Lluna). Els S2 CEV van ser proveïts de nou en ruta per les naus cisternes S2. Si un dels CEV S2 es danyés, la tripulació dels dos vehicles podria buidar l'excés de càrrega del vehicle restant i emprar un únic CEV S2 per tornar a l'òrbita terrestre. Si ambdós vehicles estiguessin operatius, és possible retornar mostres lunars addicionals.

### Elements de llançament
L'arquitectura tenia la intenció de ser modular, amb elements Spiral 1 i 2 que es llançarien en coets produïts comercialment. La companyia va exposar un parell d'opcions: un sistema de coet llançat per un avió desenvolupat per Scaled Composites i AirLaunch LLC, i sistemes de llançament per terra desenvolupats per empreses com SpaceX i Kistler Aerospace.

## Galeria

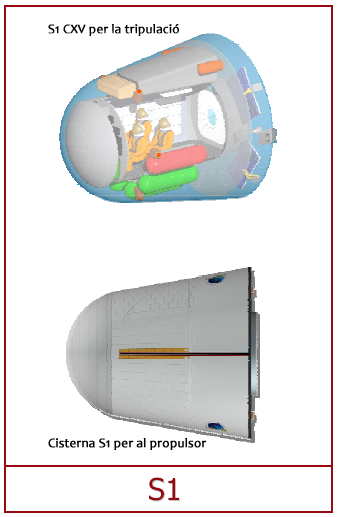
Elements de l'Spiral 1
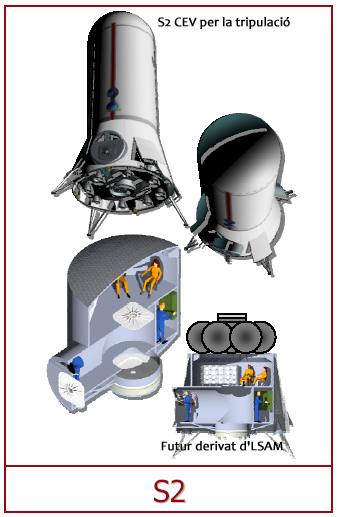
Elements de l'Spiral 2
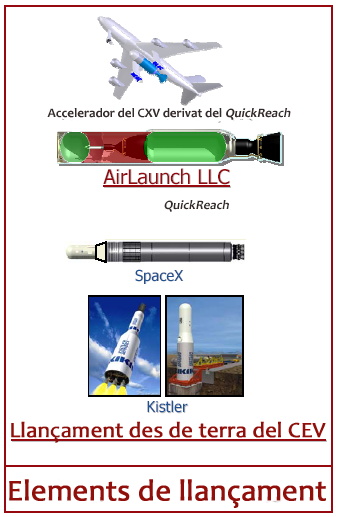
Elements de llançament